# Horácká galerie v Novém Městě na Moravě
Horácká galerie v Novém Městě na Moravě byla založena roku 1964 jako regionální galerie Vysočiny. Spravuje téměř 10 000 uměleckých děl, zejména rozsáhlé sochařské sbírky z pozůstalosti a odkazů významných sochařů 20. století – Josefa Mařatky, Jana Štursy, Vincence Makovského, Jana Laudy, Karla Pokorného, Ladislava Martínka, Antonína Odehnala, Václava Žaluda a dalších sochařů. Soustřeďuje se také na regionální krajinářskou tvorbu a sklářské výtvarníky, spojené svým dílem se sklářskou hutí ve Škrdlovicích. Galerie sídlí v prostorách novoměstského zámku na Vratislavově náměstí 1. Je příspěvkovou organizací Kraje Vysočina.

## Historie
Spolková činnost v Novém Městě na Moravě byla již koncem 19. století a zejména v době první republiky velmi bohatá a zahrnovala divadlo (spolek Klicpera, později Čtenářská beseda Horák), hudbu (Hudební spolek Smetana a Pěvecký odbor jednoty československého Orla v Novém Městě na Moravě), Knihovní spolek, Tělocvičnou jednotu Sokol a Bio Sokol, katolický Lidový dům s kinem Charita, legionářské Kino Osvobození. Důležitou roli sehrála Zemská vyšší reálka, kde od roku 1924 působil jako profesor malíř Antonín Procházka. S reálkou byl spojený spolek akademiků, abiturientů a žáků nejvyšší třídy škol středních na novoměstsku s názvem Horák, který se zasloužil o kulturní probuzení Nového Města. Podílel se na něm místní rodák a později jeden z iniciátorů vzniku Horácké galerie Vincenc Makovský a další umělci spjatí s Novým Městem (Karel Němec, Petr a Jaroslav Křičkovi) a rodáci z okolních vesnic (Josef Jambor, Oldřich Blažíček, Julius Pelikán). Umělecký život nejvýrazněji ovlivnila osobnost sochaře Jana Štursy, který se v Novém Městě narodil a na doporučení svého učitele kreslení Jana Šimka, který rozpoznal jeho mimořádný talent, pokračoval po reálce ve studiu na c.k. odborné škole sochařsko-kamenické v Hořicích a nakonec na pražské Akademii. Štursa později vytvořil Šimkův portrét.
Roku 1908 byla otevřena první expozice Horáckého muzea, jehož součástí byl i umělecko-průmyslový odbor. Pod záštitou muzea se roku 1913 uskutečnila na radnici Výstava výtvarných umělců krajanů. Muzeum pořádalo výstavy i v následujících letech (Soudobá grafika, 1921, Sdružení výtvarných umělců z Hodonína, 1935, Jednota umělců výtvarných, 1936). Dva roky po nečekané smrti Jana Štursy byla ustanovena tzv. Štursova obec, chránící jeho odkaz a vyvíjející kulturní činnost. Roku 1955 zřídilo Horácké muzeum Štursovu síň. Založení Horácké galerie předcházela a je s ní v počátcích jejího vzniku i úzce propojena tzv. Müllerova galerie – sbírka převážně religiózního umění z oblasti Vysočiny, vytvořená novoměstským děkanem, amatérským umělcem, milovníkem a sběratelem umění Matějem Müllerem. Vznik Horácké galerie kromě novoměstských rodáků a regionálních výtvarníků Horácka podporoval zejména Vincenc Makovský spolu s ředitelkou Horáckého muzea Věrou Večeřovou a byla mu nakloněna i místní radnice, která uvolnila potřebné prostory.
Galerie byla ustanovena 19. ledna 1962 a po zahájení činnosti roku 1964 sídlila ve dvou sálech novoměstského zámku. Ve druhém patře radnice byly zřízeny výstavní sály galerie. V letech 1968–1972 se galerie přechodně stala součástí Horáckého muzea s názvem Horácké muzeum a galerie v Novém městě na Moravě, ale roku 1972 se znovu osamostatnila a jako sídlo získala celý areál zámku. Jedním z důvodů pro obnovení galerie byla i závěť Vincence Makovského, který jako podmínku převzetí pozůstalosti stanovil zřízení svého památníku.
Počátek normalizace předznamenala výstava Socialistické výtvarné umění Horácka (1972), ze které byla nakoupena díla prorežimních výtvarníků zasedajících ve výběrové komisi. Vystavovali zde mj. malíři jako Antonín Smažil (člen Armádního výtvarného studia v Praze od roku 1953) 1976, 1978, 1983 a další režimem protežovaní výtvarníci (František Jiroudek, Josef Brož, Miloš Axman). Roku 1977 byla k 60. výročí VŘSR ve spolupráci s Domem sovětské vědy a kultury v Praze uspořádána výstava dokumentů Felixe E. Dzeržinského. Podrobný přehled výstav viz abART:
Roku 1981 byla otevřena v zadním traktu zámku expozice Proměny krajiny a tvaru, která představuje ve výběru sochařské dílo Jana Štursy, Vincence Makovského, Josefa Mařatky, Karla Pokorného, Vlastimila Večeři a dalších osobností, spolu s malířskou tvorbou krajinářů, kteří se narodili na Vysočině nebo k ní měli celoživotně vřelý vztah. Vystavena jsou díla Oldřicha Blažíčka, Josefa Jambora, z moderních autorů např. Bohdana Laciny, Bohumíra Matala a dalších. Od roku 1986, kdy byl zámek převeden na galerii od předchozího vlastníka (Lesní závod), probíhá postupná rekonstrukce celého zámeckého areálu. Jako první byly roku 1999 zpřístupněny stálé expozice v jižním křídle zámku, v patře s mansardovou střechou a ve dvorním traktu.
Stálá expozice hutně tvarovaného skla z nedaleké sklárny ve Škrdlovicích, nazvaná Sklo, sklo, sklo, představuje díla Františka Víznera, Jaroslava Svobody, Jana Exnara, aj.
Řediteli Horácké galerie byli postupně Jindřich Zezula (1964–1968), JUDr. Mirko Rosenbaum (1968–1972), Jindřich Grepl (1972–1975), Petr Brázda (1975–1978). Od roku 1978 byl ředitelem Horácké galerie Josef Chalupa, toho po jeho odchodu do důchodu nahradila v roce 2021 Věra Staňková.

## Sbírky
Nejcennější součástí sochařských sbírek, čítajících kolem 1700 položek, jsou rozsáhlé soubory děl získané z pozůstalosti místních rodáků Jana Štursy a Vincence Makovského a dále sochařské dílo Josefa Václava Myslbeka, Josefa Mařatky a Karla Pokorného. Soubor 67 plastik Jana Laudy daroval galerii jeho syn. Josef Klimeš věnoval 60 děl Václava Žaluda, který patřil k žákům Jana Štursy. Většími soubory sochařských prací jsou zastoupeni i další sochaři pocházející z Vysočiny (Julius Pelikán, Antonín Odehnal). Svou pozůstalost odkázal galerii žák Makovského Ladislav Martínek. Galerie má ve sbírkách rovněž soubor sochařských modelů pomníků obětem první světové války, boji československých legií a plastik určených do veřejného prostoru v době budování svobodného demokratického státu.
Sbírka sklářské plastiky, která čítá kolem 3 300 děl, obsahuje rozsáhlý soubor hutně tvarovaného skla z produkce sklárny Škrdlovice, s díly Františka Víznera, Jaroslava Svobody, Petra Hory, ad.
Základ ke sbírce malby, která obsahuje kolem 1 200 děl, položili svým darem Bohdan Lacina a Josef Jambor. Stálá expozice zahrnuje převážně tvorbu autorů, kteří se narodili na Vysočině nebo k ní měli osobní vztah (Oldřich Blažíček, Josef Jambor, Bohdan Lacina, Rudolf Hanych, Bohumír Matal, Michal Ranný). Ve sbírce je většími soubory zastoupen z rodáků např. Pavel Kopáček, Karel Němec a dále František Bukáček, Čeněk Dobiáš, František Hradecký, Josef Kosinka, Alois Lukášek, Růžena Magni, Zdeněk Novotný, Alois Podloucký, Jaroslav Polanský, Richard Přikryl, Emanuel Ranný, Miroslav Roštínský, Jindřich Zezula) i další výtvarníci činní na Moravě (Bohumír Dvorský, František Hodonský, Slavoj Kovařík, Karel, Tomáš a Božena Rossí, Marie Střižíková). Jednotlivými díly a menšími soubory jsou zastoupeni Václav Jícha, Antonín Hudeček, František Gross, Robert Hliněnský, Miloslav Holý, Otakar Kubín, Aleš Lamr, Leonid Ochrymčuk, Miroslav Šimorda, Karel Valter, Miroslava Zychová. Některá díla pocházejí z nákupů Ministerstva kultury (František Emler). Nejstaršími díly ve sbírce obrazů je soubor 12 šlechtických portrétů ze 17.–19. století, převedený z původního mobiliáře zámku.
Společný fond kresby a grafiky obsahoval k roku 2013 kolem 3 200 položek, z toho menší část tvořila kresba (kolem 700 položek). Základem sbírky jsou sochařské kresby autorů zastoupených ve sbírce plastik (Jan Štursa, Vincenc Makovský, Josef Klimeš, Ladislav Martínek, Antonín Odehnal, Karel Pokorný) a kresby regionálních výtvarníků (Karel Němec, Michal Ranný, Emanuel Ranný st., Ludmila Jandová, Otto Stritzko). Menšími soubory kreseb jsou zastoupeni František Foltýn, Josef Bulant, Dalibor Chatrný, Josef Jambor, Bohdan Lacina, Bohumír Matal, Miroslav Štolfa, Václav Zykmund, Daisy Mrázková, František Muzika, Miroslav Roštínský, Jiří Štourač, Jiří Židlický, Josef Špaček. Sbírka kresby je soustavně doplňována o sochařské kresby i díla předních představitelů kreslířského umění.
Sbírka grafiky byla až do konce 90. let budována nesoustavně, zčásti i převody z nákupů Ministerstva kultury. Vlastními akvizicemi se sbírka rozšiřuje zejména o díla regionálních výtvarníků, část sbírky byla získána z darů (dřevoryty a dřevořezy Jiřího Kodyma). Většími soubory je zastoupen Karel Němec, Emanuel Ranný st., Josef Jambor, Bohdan Lacina, Vladimír Drápal, z regionálních výtvarníků také Antonín Smažil, Vlastimil Toman. Galerie vlastní menší soubory grafik Josefa Bulanta, Anny Poustové, Miroslava Roštínského, Libuše Vojtkové.
Jednotlivými díly jsou zastoupeni Ladislav Čepelák, Alena Kučerová, Oldřich Kulhánek, Jiří Načeradský, Naděžda Synecká, Adriena Šimotová, Květa Válová.